# Carl Flesch

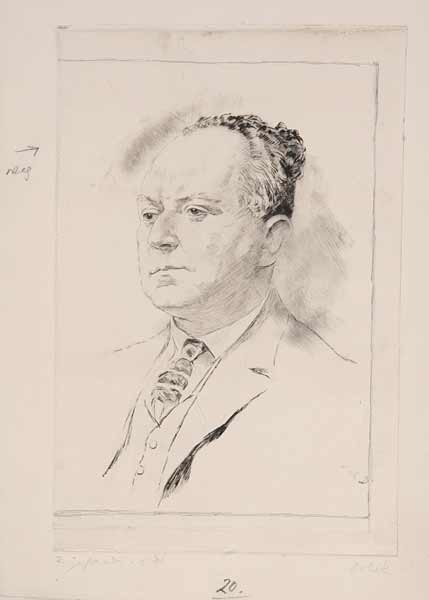
Carl Flesch, door Emil Orlík

Carl Flesch (Hongaars: Flesch Károly) (Moson, 9 oktober 1873 - Luzern, 14 november 1944) was een Hongaarse violist.

## Levensloop
Hij was zoon van militaire arts Salamon Flesch en Johanna Klein. Hij trouwde in Amsterdam (1906) met Bertha Josephus Jitta. Carl Flesch begon met vioolspelen op zevenjarige leeftijd. Op tienjarige leeftijd kwam hij in Wenen terecht om te gaan studeren bij Jakob Grün. Op zijn zeventiende vertrok hij naar Parijs om te studeren aan het Conservatoire national supérieur de musique. Hij vestigde zich later in Berlijn en in 1934 in Londen.
Flesch was bekend om zijn solo-optredens met grote diversiteit (van barok tot eigentijdse klassieke muziek); beroemd werd hij echter als kamermusicus en vooral pedagoog. Hij heeft lesgegeven in Boekarest in Roemenië (1897-1902), Amsterdam (1903-1908), Philadelphia (1924-1928) en Berlijn (1929-1934). Hij heeft een aantal instructieboeken uitgegeven, waaronder Die Kunst des Violin-Spiels (De kunst van het vioolspel, 1923), waarin hij de stelling verdedigde dat een violist een artiest is en niet alleen maar een virtuoos. De nazi's ontnamen hem zijn onderhand verworven Duitse nationaliteit; pas in 1939 kon hij naar Nederland vluchten, onder het mom van concertverplichtingen. In 1941 gaf hij zijn laatste concert hier, omdat hij al zijn werkzaamheden moest staken en de Jodenster dragen. Het jaar daarop verloor hij ook zijn Hongaarse nationaliteit en werd hij tweemaal gearresteerd, maar door bemiddeling van dirigent Wilhelm Furtwängler weer vrijgelaten. Daarop reisde hij naar Boedapest, waar hij erin slaagde zijn nationaliteit weer terug te krijgen. Uiteindelijk kon hij door een uitnodiging van dirigent Eugène Ansermet doorreizen naar Zwitserland, waar hij weer kon lesgeven, maar een jaar later stierf.
Onder zijn studenten waren Edwin Bélanger, Maggy Breittmayer, Franz R. Friedl, Ida Haendel, Josef Hassid, Yfrah Neaman, Eric Rosenblith, Henryk Szeryng, Howard Leyton-Brown, en Henri Temianka Hij heeft gezegd dat zijn favoriete student de Australische Alma Moodie was. Zij verwierf grote faam in de jaren 1920 en 1930, tegenwoordig is zij echter vrijwel onbekend, omdat er geen opnamen bewaard zijn gebleven.
Flesch kreeg voor zijn 33e verjaardag in 1906 een Brancaccio Stradivarius uit 1725, maar moest deze in 1931 verkopen nadat hij al zijn geld had verloren na de beurskrach in New York. Flesch kocht toen in 1931 een Pietro Guarneri II uit 1747, waar hij de rest van zijn leven op speelde. Op YouTube is een liveopname te beluisteren uit 1943 van het Vioolconcert van Ludwig van Beethoven in Luzern met Carl Flesch op deze Pietro Guarneri.
In 1938 verscheen Carl Flesch, een biografische studie van Willem Brederode (Erven F. Bohn, 64 blz.). Flesch stierf in Luzern, Zwitserland op 14 november 1944.
- Bibsys: 90626686
- Biblioteca Nacional de España: XX884478
- Bibliothèque nationale de France: cb12962149b (data)
- Catàleg d'autoritats de noms i títols de Catalunya: 981058528559206706
- Gemeinsame Normdatei: 118691805
- Historisch woordenboek van Zwitserland: 026962
- International Standard Name Identifier: 0000 0001 1769 553X
- Library of Congress Control Number: n87151248
- Nationale Bibliotheek van Letland: 000036928
- MusicBrainz: c12e2384-acb6-4b13-8a18-4e5c84ca1623
- Bibliotheek van het Japanse parlement: 00521686
- Nationale Bibliotheek van Tsjechië: jn19990002323
- Nationale bibliotheek van Australië: 35089055
- Nationale Bibliotheek van Israël: 987007261143405171
- Nationale Bibliotheek van Polen: a0000001287269
- Nationale en Universitaire bibliotheek Zagreb: 000667890
- Nederlandse Thesaurus van Auteursnamen: 070599505
- Réseau des bibliothèques de Suisse occidentale: 02-A003247934
- SNAC: w6cv4wbm
- Système universitaire de documentation: 052471306
- Trove: 823283
- Virtual International Authority File: 71523479
- WorldCat: E39PBJkhFgCXK4dDdDmpkpjBfq